# Datu Blah T. Sinsuat
Datu Blah T. Sinsuat est une localité de la province de Maguindanao, aux Philippines. En 2015, elle compte 25 024 habitants.